# Ламарк (лунный кратер)
Кратер Ламарк (лат. Lamarck) — останки большого древнего ударного кратера в юго-западной части видимой стороны Луны. Название присвоено в честь французского учёного-естествоиспытателя Жана Батиста Ламарка (1744—1829) и утверждено Международным астрономическим союзом в 1964 г. Образование кратера относится к донектарскому периоду.

## Описание кратера
Ближайшими соседями кратера являются кратер Эйхштедт на западе; кратер Дарвин на севере; кратер Бюрги на востоке-юго-востоке; кратер Лагранж на юге и кратер Краснов на юго-западе. На западе от кратера находятся горы Кордильеры и за ними горы Рук; на северо-востоке борозды Дарвина и борозды Сирсалиса. Селенографические координаты центра кратера 23°07′ ю. ш. 70°04′ з. д. / 23,12° ю. ш. 70,06° з. д., диаметр 114,7 км, глубина 1,11 км.
Кратер Ламарк практически полностью разрушен за длительное время своего существования. Вал представляет собой невысокий, нарушенный во многих местах кольцевой хребет, трудно различимый на фоне окружающей местности. Северная часть кратера Ламарк частично перекрыта кратером Дарвин. Дно чаши пересеченное, частично перекрыто породами выброшенными при образовании Моря Восточного, расположенного на западе от кратера.

## Сателлитные кратеры
| Ламарк | Координаты                                            | Диаметр, км |
| ------ | ----------------------------------------------------- | ----------- |
| A      | 25°09′ ю. ш. 70°58′ з. д. / 25,15° ю. ш. 70,96° з. д. | 53,4        |
| B      | 22°51′ ю. ш. 69°48′ з. д. / 22,85° ю. ш. 69,8° з. д.  | 7,6         |
| D      | 24°54′ ю. ш. 74°21′ з. д. / 24,9° ю. ш. 74,35° з. д.  | 131,3       |
| E      | 26°48′ ю. ш. 75°49′ з. д. / 26,8° ю. ш. 75,81° з. д.  | 8,7         |
| F      | 26°46′ ю. ш. 74°25′ з. д. / 26,76° ю. ш. 74,42° з. д. | 6,2         |
| G      | 27°16′ ю. ш. 72°13′ з. д. / 27,27° ю. ш. 72,21° з. д. | 14,7        |

- Сателлитный кратер Ламарк B является концентрическим кратером.
- Образование сателлитного кратера Ламарк D относится к донектарскому периоду[1].

## См.также
- Список кратеров на Луне
- Лунный кратер
- Морфологический каталог кратеров Луны
- Планетная номенклатура
- Селенография
- Минералогия Луны
- Геология Луны
- Поздняя тяжёлая бомбардировка